# Alfreð Finnbogason
Alfreð Finnbogason (Reykjavík, 1º febbraio 1989) è un ex calciatore islandese, di ruolo attaccante.

## Biografia
Tra il 2006 e il 2007 ha passato un anno in Sardegna con il programma A.F.S. giocando nelle giovanili della Torres, con la quale ha disputato anche un'amichevole contro l'Italia Under-17.

## Carriera

### Club
Finnbogason ha iniziato la sua carriera nelle giovanili del Fjölnir, prima di passare la sua infanzia a Edimburgo, in Scozia, dove si è unito all'Hutchison Vale ed è diventato fan dell'Hibernian.

#### Breiðablik
Nel 2005 entra nella formazione giovanile del Breiðablik, al fianco di futuri giovani di successo come Gylfi Sigurðsson (attualmente all'Everton), Jóhann Berg Guðmundsson (attualmente al Burnley F.C.), Elfar Freyr Helgason (attualmente allo Stabæk) e Guðmundur Kristjánsson (attualmente all'IK Start).
Fa il suo debutto in prima squadra nel 2008. Nella stagione 2009 segna 13 gol in 18 partite. Alla fine della stagione viene votato come migliore giovane dai suoi compagni. Lo stesso anno, il Breiðablik vince il suo primo titolo nella storia, la Coppa d'Islanda.
Dopo la stagione 2009 ottiene un provino per il Viking, in Norvegia, per il Blackpool in Inghilterra, e per il Genk, in Belgio.
Nella stagione 2010 diventa capocannoniere del campionato e viene votato come giocatore dell'anno. La sua squadra vince per la prima volta il titolo nazionale e, conseguentemente, l'accesso alla fase preliminare della UEFA Champions League.

#### Lokeren
Il 3 novembre 2010 il Breiðablik conferma di aver accettato l'offerta del club belga Lokeren. Al termine delle visite mediche, Finnbogason firma un contratto di due anni col club, il 10 novembre 2010.
Debutta il 23 gennaio 2011, contro il Gent, subentrando dalla panchina. Nella sua prima partita da titolare segna all'82º minuto contro il Charleroi, il 12 febbraio.

#### Helsingborg
Il 6 marzo 2012 si unisce alla formazione svedese dell'Helsingborg, con un contratto di prestito per 6 mesi, fino al 15 agosto 2012.
Nel periodo del prestito diventa capocannoniere della squadra con 12 gol in 17 partite.
Nelle due partite di qualificazione alla Champions League 2012-13 disputatesi tra gli svedesi e i campioni di Polonia dello Śląsk Wrocław, Finnbogason segna un gol e fornisce 5 assist.

#### Heerenveen
Il 16 agosto 2012 firma un contratto di 3 anni con la squadra olandese dell'Heerenveen, dopo l'accordo raggiunto con la sua precedente squadra sulla base di 500.000 euro,
Inizia promettentemente nel suo nuovo club con una doppietta al suo debutto contro l'Ajax (match conclusosi 2-2), e segnando tutti e quattro i gol della partita di Coppa d'Olanda contro il Kozakken Boys. Conclude la stagione con 33 presenze e 24 gol segnati in campionato diventando così il protagonista della rimonta della squadra di Marco van Basten verso la zona Play-off per l'Europa League.
L'anno seguente con 29 gol segnati in 32 partite si laurea capocannoniere dell'Eredivisie. Complessivamente con l'Heerenveen ha messo insieme 70 presenze e 59 gol.

#### Real Sociedad e prestito all'Olympiakos
Il 2 luglio 2014 viene ceduto per 8 milioni di euro agli spagnoli della Real Sociedad con cui firma un contratto quadriennale. Il 29 marzo 2015 sigla la sua prima rete in campionato, nella partita contro il Cordoba. Dopo 31 presenze e 4 gol complessivi, il 25 luglio 2015 passa in prestito all'Olympiacos.

### Nazionale
Finnbogason ha ricevuto 11 convocazioni con la nazionale Under-21, nelle quali ha segnato 5 reti. Segna il suo primo gol l'8 settembre 2009 nelle qualificazioni al Campionato europeo di calcio Under-21 2011, nel match contro l'Irlanda del Nord U21, disputatosi a Coleraine, in Irlanda del Nord.
Segna una doppietta, il 13 novembre, sempre nelle qualificazioni all'europeo Under-21, contro San Marino U21, allo Stadio Olimpico di Serravalle.
Riceve la sua prima convocazione con la nazionale maggiore nel 2010, come riserva per un'amichevole contro le Isole Fær Øer.
Segna per la prima volta con la maglia della nazionale alla sua prima partita da titolare, contro Israele, a Tel Aviv. Viene convocato per gli Europei 2016 in Francia.
Convocato per i mondiali in Russia 2018, nella gara d'esordio - il 16 giugno - sigla al 23' del primo tempo la rete del pareggio finale (1-1) che consente alla nazionale islandese di fermare l'Argentina, nonché di conquistare il suo primo punto nella competizione.

## Statistiche

### Presenze e reti nei club
| Stagione          | Squadra           | Campionato        | Campionato | Campionato | Coppe nazionali | Coppe nazionali | Coppe nazionali | Coppe continentali | Coppe continentali | Coppe continentali | Altre coppe | Altre coppe | Altre coppe | Totale | Totale |
| Stagione          | Squadra           | Comp              | Pres       | Reti       | Comp            | Pres            | Reti            | Comp               | Pres               | Reti               | Comp        | Pres        | Reti        | Pres   | Reti   |
| ----------------- | ----------------- | ----------------- | ---------- | ---------- | --------------- | --------------- | --------------- | ------------------ | ------------------ | ------------------ | ----------- | ----------- | ----------- | ------ | ------ |
| 2008              | Breiðablik        | Ú                 | 4          | 1          | CI+CdL          | 1+3             | 0               | -                  | -                  | -                  | -           | -           | -           | 8      | 1      |
| 2009              | Breiðablik        | Ú                 | 18         | 13         | CI+CdL          | 4+4             | 2+0             | -                  | -                  | -                  | -           | -           | -           | 26     | 15     |
| 2010              | Breiðablik        | Ú                 | 21         | 14         | CI+CdL          | 1+6             | 0+5             | UEL                | 2                  | 0                  | -           | -           | -           | 30     | 19     |
| Totale Breiðablik | Totale Breiðablik | Totale Breiðablik | 43         | 28         |                 | 19              | 7               |                    | 2                  | 0                  |             | -           | -           | 64     | 35     |
| 2010-11           | Lokeren           | JL                | 15         | 3          | CB              | 0               | 0               | -                  | -                  | -                  | -           | -           | -           | 15     | 3      |
| 2011-12           | Lokeren           | JL                | 7          | 1          | CB              | 3               | 2               | -                  | -                  | -                  | -           | -           | -           | 10     | 3      |
| Totale Lokeren    | Totale Lokeren    | Totale Lokeren    | 22         | 4          |                 | 3               | 2               |                    | -                  | -                  |             | -           | -           | 25     | 6      |
| mar.-ago. 2012    | Helsingborg       | A                 | 17         | 12         | -               | -               | -               | UCL                | 4                  | 1                  | SC          | 1           | 0           | 22     | 13     |
| 2012-2013         | Heerenveen        | E                 | 33         | 24         | CO              | 2               | 4               | -                  | -                  | -                  | -           | -           | -           | 35     | 28     |
| 2013-2014         | Heerenveen        | E                 | 32         | 29         | CO              | 3               | 2               | -                  | -                  | -                  | -           | -           | -           | 35     | 31     |
| Totale Heerenveen | Totale Heerenveen | Totale Heerenveen | 65         | 53         |                 | 5               | 6               |                    | -                  | -                  |             | -           | -           | 70     | 59     |
| 2014-2015         | Real Sociedad     | PD                | 25         | 2          | CR              | 4               | 2               | UEL                | 2                  | 0                  | -           | -           | -           | 31     | 4      |
| 2015-gen.2016     | Olympiacos        | SL                | 7          | 1          | CG              | 3               | 0               | UCL                | 3                  | 1                  | -           | -           | -           | 13     | 2      |
| gen. 2016-        | Augusta           | B                 | 14         | 7          | CG              | 0               | 0               | UEL                | 0                  | 0                  | -           | -           | -           | 14     | 7      |
| 2016-2017         | Augusta           | BL                | 13         | 3          | CG              | 1               | 0               | -                  | -                  | -                  | -           | -           | -           | 14     | 3      |
| 2017-2018         | Augusta           | BL                | 22         | 12         | CG              | 1               | 0               | -                  | -                  | -                  | -           | -           | -           | 23     | 12     |
| 2018-2019         | Augusta           | BL                | 18         | 10         | CG              | 2               | 1               | -                  | -                  | -                  | -           | -           | -           | 20     | 11     |
| 2019-2020         | Augusta           | BL                | 21         | 3          | CG              | -               | -               | -                  | -                  | -                  | -           | -           | -           | 21     | 3      |
| 2020-2021         | Augusta           | BL                | 17         | 0          | CG              | 1               | 1               | -                  | -                  | -                  | -           | -           | -           | 18     | 1      |
| 2021-2022         | Augusta           | BL                | 10         | 2          | CG              | 2               | 0               | -                  | -                  | -                  | -           | -           | -           | 12     | 2      |
| Totale Augusta    | Totale Augusta    | Totale Augusta    | 115        | 37         |                 | 7               | 2               |                    | 0                  | 0                  |             | -           | -           | 122    | 39     |
| 2022-2023         | Lyngby            | SL                | 13         | 3          | CD              | 0               | 0               | -                  | -                  | -                  | -           | -           | -           | 13     | 3      |
| lug.-ago. 2023    | Lyngby            | SL                | 4          | 2          | CD              | 0               | 0               | -                  | -                  | -                  | -           | -           | -           | 4      | 2      |
| Totale Lyngby     | Totale Lyngby     | Totale Lyngby     | 17         | 5          |                 | 0               | 0               |                    | -                  | -                  |             | -           | -           | 17     | 5      |
| 2023-2024         | Eupen             | D1                | 7          | 1          | CB              | 0               | 0               | -                  | -                  | -                  | -           | -           | -           | 7      | 1      |
| Totale carriera   | Totale carriera   | Totale carriera   | 318        | 143        |                 | 41              | 19              |                    | 11                 | 2                  |             | 1           | 0           | 371    | 164    |

### Cronologia presenze e reti in nazionale
| Cronologia completa delle presenze e delle reti in nazionale ― Islanda | Cronologia completa delle presenze e delle reti in nazionale ― Islanda | Cronologia completa delle presenze e delle reti in nazionale ― Islanda | Cronologia completa delle presenze e delle reti in nazionale ― Islanda | Cronologia completa delle presenze e delle reti in nazionale ― Islanda | Cronologia completa delle presenze e delle reti in nazionale ― Islanda | Cronologia completa delle presenze e delle reti in nazionale ― Islanda | Cronologia completa delle presenze e delle reti in nazionale ― Islanda |
| Data                                                                   | Città                                                                  | In casa                                                                | Risultato                                                              | Ospiti                                                                 | Competizione                                                           | Reti                                                                   | Note                                                                   |
| ---------------------------------------------------------------------- | ---------------------------------------------------------------------- | ---------------------------------------------------------------------- | ---------------------------------------------------------------------- | ---------------------------------------------------------------------- | ---------------------------------------------------------------------- | ---------------------------------------------------------------------- | ---------------------------------------------------------------------- |
| 21-3-2010                                                              | Kópavogur                                                              | Islanda                                                                | 2 – 0                                                                  | Fær Øer                                                                | Amichevole                                                             | -                                                                      | 84’                                                                    |
| 17-11-2010                                                             | Tel Aviv                                                               | Israele                                                                | 3 – 2                                                                  | Islanda                                                                | Amichevole                                                             | 1                                                                      |                                                                        |
| 26-3-2011                                                              | Strovolos                                                              | Cipro                                                                  | 0 – 0                                                                  | Islanda                                                                | Qual. Euro 2012                                                        | -                                                                      | 63’                                                                    |
| 4-6-2011                                                               | Reykjavík                                                              | Islanda                                                                | 0 – 2                                                                  | Danimarca                                                              | Qual. Euro 2012                                                        | -                                                                      | 66’                                                                    |
| 10-8-2011                                                              | Budapest                                                               | Ungheria                                                               | 4 – 0                                                                  | Islanda                                                                | Amichevole                                                             | -                                                                      | 46’                                                                    |
| 6-9-2011                                                               | Reykjavík                                                              | Islanda                                                                | 1 – 0                                                                  | Cipro                                                                  | Qual. Euro 2012                                                        | -                                                                      | 84’                                                                    |
| 29-2-2012                                                              | Podgorica                                                              | Montenegro                                                             | 2 – 1                                                                  | Islanda                                                                | Amichevole                                                             | 1                                                                      | 74’                                                                    |
| 30-5-2012                                                              | Göteborg                                                               | Svezia                                                                 | 3 – 2                                                                  | Islanda                                                                | Amichevole                                                             | -                                                                      | 59’                                                                    |
| 7-9-2012                                                               | Reykjavík                                                              | Islanda                                                                | 2 – 0                                                                  | Norvegia                                                               | Qual. Mondiali 2014                                                    | 1                                                                      | 72’                                                                    |
| 11-9-2012                                                              | Larnaca                                                                | Cipro                                                                  | 1 – 0                                                                  | Islanda                                                                | Qual. Mondiali 2014                                                    | -                                                                      | 46’                                                                    |
| 12-10-2012                                                             | Tirana                                                                 | Albania                                                                | 1 – 2                                                                  | Islanda                                                                | Qual. Mondiali 2014                                                    | -                                                                      | 61’                                                                    |
| 7-9-2012                                                               | Reykjavík                                                              | Islanda                                                                | 0 – 2                                                                  | Svizzera                                                               | Qual. Mondiali 2014                                                    | -                                                                      |                                                                        |
| 6-2-2013                                                               | Marbella                                                               | Islanda                                                                | 0 – 2                                                                  | Russia                                                                 | Amichevole                                                             | -                                                                      | 75’                                                                    |
| 22-3-2013                                                              | Lubiana                                                                | El Salvador                                                            | 1 – 2                                                                  | Islanda                                                                | Qual. Mondiali 2014                                                    | -                                                                      | 46’                                                                    |
| 7-6-2013                                                               | Reykjavík                                                              | Islanda                                                                | 2 – 4                                                                  | El Salvador                                                            | Qual. Mondiali 2014                                                    | 1                                                                      |                                                                        |
| 14-8-2013                                                              | Reykjavík                                                              | Islanda                                                                | 1 – 0                                                                  | Fær Øer                                                                | Amichevole                                                             | -                                                                      | 66’                                                                    |
| 11-10-2013                                                             | Reykjavík                                                              | Islanda                                                                | 2 – 0                                                                  | Cipro                                                                  | Qual. Mondiali 2014                                                    | -                                                                      | 66’                                                                    |
| 15-10-2013                                                             | Oslo                                                                   | Norvegia                                                               | 1 – 1                                                                  | Islanda                                                                | Qual. Mondiali 2014                                                    | -                                                                      | 59’                                                                    |
| 15-11-2013                                                             | Reykjavík                                                              | Islanda                                                                | 0 – 0                                                                  | Croazia                                                                | Qual. Mondiali 2014                                                    | -                                                                      | 63’                                                                    |
| 19-11-2013                                                             | Zagabria                                                               | Croazia                                                                | 2 – 0                                                                  | Islanda                                                                | Qual. Mondiali 2014                                                    | -                                                                      |                                                                        |
| 5-3-2014                                                               | Cardiff                                                                | Galles                                                                 | 3 – 1                                                                  | Islanda                                                                | Amichevole                                                             | -                                                                      | 46’                                                                    |
| 10-10-2014                                                             | Riga                                                                   | Lettonia                                                               | 0 – 3                                                                  | Islanda                                                                | Qual. Euro 2016                                                        | -                                                                      | 77’                                                                    |
| 12-7-2014                                                              | Bruxelles                                                              | Belgio                                                                 | 3 – 1                                                                  | Islanda                                                                | Amichevole                                                             | 1                                                                      |                                                                        |
| 28-3-2015                                                              | Astana                                                                 | Kazakistan                                                             | 0 – 3                                                                  | Islanda                                                                | Qual. Euro 2016                                                        | -                                                                      | 83’                                                                    |
| 31-3-2015                                                              | Tallinn                                                                | Estonia                                                                | 1 – 1                                                                  | Islanda                                                                | Amichevole                                                             | -                                                                      | 89’                                                                    |
| 3-7-2015                                                               | Amsterdam                                                              | Paesi Bassi                                                            | 0 – 1                                                                  | Islanda                                                                | Qual. Euro 2016                                                        | -                                                                      | 78’                                                                    |
| 10-10-2015                                                             | Reykjavík                                                              | Islanda                                                                | 2 – 2                                                                  | Lettonia                                                               | Qual. Euro 2016                                                        | -                                                                      | 25’ 65’                                                                |
| 13-10-2015                                                             | Konya                                                                  | Turchia                                                                | 1 – 0                                                                  | Islanda                                                                | Qual. Euro 2016                                                        | -                                                                      | 88’                                                                    |
| 13-11-2015                                                             | Varsavia                                                               | Polonia                                                                | 4 – 2                                                                  | Islanda                                                                | Amichevole                                                             | 1                                                                      | 74’                                                                    |
| 17-11-2015                                                             | Žilina                                                                 | Slovacchia                                                             | 3 – 1                                                                  | Islanda                                                                | Amichevole                                                             | 1                                                                      | 90’                                                                    |
| 24-3-2016                                                              | Herning                                                                | Danimarca                                                              | 2 – 1                                                                  | Islanda                                                                | Amichevole                                                             | -                                                                      |                                                                        |
| 29-3-2016                                                              | Atene                                                                  | Grecia                                                                 | 2 – 3                                                                  | Islanda                                                                | Amichevole                                                             | -                                                                      | 83’                                                                    |
| 1-6-2016                                                               | Oslo                                                                   | Norvegia                                                               | 3 – 2                                                                  | Islanda                                                                | Amichevole                                                             | -                                                                      | 61’                                                                    |
| 6-6-2016                                                               | Reykjavík                                                              | Islanda                                                                | 4 – 0                                                                  | Liechtenstein                                                          | Amichevole                                                             | 1                                                                      | 46’                                                                    |
| 14-6-2016                                                              | Saint-Étienne                                                          | Portogallo                                                             | 1 – 1                                                                  | Islanda                                                                | Euro 2016 - 1º turno                                                   | -                                                                      | 81’ 90+4’                                                              |
| 18-6-2016                                                              | Marsiglia                                                              | Islanda                                                                | 1 – 1                                                                  | Ungheria                                                               | Euro 2016 - 1º turno                                                   | -                                                                      | 69’ 75’                                                                |
| 3-7-2016                                                               | Saint-Denis                                                            | Francia                                                                | 5 – 2                                                                  | Islanda                                                                | Euro 2016 - Quarti di finale                                           | -                                                                      | 46’                                                                    |
| 5-9-2016                                                               | Kiev                                                                   | Ucraina                                                                | 1 – 1                                                                  | Islanda                                                                | Qual. Mondiali 2018                                                    | 1                                                                      | 59’                                                                    |
| 6-10-2016                                                              | Reykjavík                                                              | Islanda                                                                | 3 – 2                                                                  | Finlandia                                                              | Qual. Mondiali 2018                                                    | 1                                                                      |                                                                        |
| 9-10-2016                                                              | Reykjavík                                                              | Islanda                                                                | 2 – 0                                                                  | Turchia                                                                | Qual. Mondiali 2018                                                    | 1                                                                      | 68’                                                                    |
| 11-6-2017                                                              | Reykjavík                                                              | Islanda                                                                | 1 – 0                                                                  | Croazia                                                                | Qual. Mondiali 2018                                                    | -                                                                      | 77’                                                                    |
| 2-9-2017                                                               | Tampere                                                                | Finlandia                                                              | 1 – 0                                                                  | Islanda                                                                | Qual. Mondiali 2018                                                    | -                                                                      | 88’                                                                    |
| 5-9-2017                                                               | Reykjavík                                                              | Islanda                                                                | 2 – 0                                                                  | Ucraina                                                                | Qual. Mondiali 2018                                                    | -                                                                      | 90’                                                                    |
| 6-10-2017                                                              | Eskişehir                                                              | Turchia                                                                | 0 – 3                                                                  | Islanda                                                                | Qual. Mondiali 2018                                                    | -                                                                      | 78’                                                                    |
| 9-10-2017                                                              | Reykjavík                                                              | Islanda                                                                | 2 – 0                                                                  | Kosovo                                                                 | Qual. Mondiali 2018                                                    | -                                                                      | 61’                                                                    |
| 2-6-2018                                                               | Reykjavík                                                              | Islanda                                                                | 2 – 3                                                                  | Norvegia                                                               | Amichevole                                                             | 1                                                                      | 46’                                                                    |
| 7-6-2018                                                               | Reykjavík                                                              | Islanda                                                                | 2 – 2                                                                  | Ghana                                                                  | Amichevole                                                             | 1                                                                      | 64’                                                                    |
| 16-6-2018                                                              | Mosca                                                                  | Argentina                                                              | 1 – 1                                                                  | Islanda                                                                | Mondiali 2018 - 1º turno                                               | 1                                                                      | 89’                                                                    |
| 22-6-2018                                                              | Volgograd                                                              | Nigeria                                                                | 2 – 0                                                                  | Islanda                                                                | Mondiali 2018 - 1º turno                                               | -                                                                      |                                                                        |
| 26-6-2018                                                              | Rostov                                                                 | Islanda                                                                | 1 – 2                                                                  | Croazia                                                                | Mondiali 2018 - 1º turno                                               | -                                                                      | 64’ 85’                                                                |
| 11-10-2018                                                             | Guingamp                                                               | Francia                                                                | 2 – 2                                                                  | Islanda                                                                | Amichevole                                                             | -                                                                      | 46’                                                                    |
| 15-10-2018                                                             | Reykjavík                                                              | Islanda                                                                | 1 – 2                                                                  | Svizzera                                                               | UEFA Nations League 2018-2019 - 1º turno                               | 1                                                                      |                                                                        |
| 22-3-2019                                                              | Andorra la Vella                                                       | Andorra                                                                | 0 – 2                                                                  | Islanda                                                                | Qual. Euro 2020                                                        | -                                                                      | 70’                                                                    |
| 25-3-2019                                                              | Saint-Denis                                                            | Francia                                                                | 4 – 0                                                                  | Islanda                                                                | Qual. Euro 2020                                                        | -                                                                      | 62’                                                                    |
| 11-10-2019                                                             | Reykjavík                                                              | Islanda                                                                | 0 – 1                                                                  | Francia                                                                | Qual. Euro 2020                                                        | -                                                                      | 73’                                                                    |
| 14-10-2019                                                             | Reykjavík                                                              | Islanda                                                                | 2 – 0                                                                  | Andorra                                                                | Qual. Euro 2020                                                        | -                                                                      | 64’                                                                    |
| 14-11-2019                                                             | Istanbul                                                               | Turchia                                                                | 0 – 0                                                                  | Islanda                                                                | Qual. Euro 2020                                                        | -                                                                      | 24’                                                                    |
| 8-10-2020                                                              | Reykjavík                                                              | Islanda                                                                | 2 – 1                                                                  | Romania                                                                | Qual. Euro 2020                                                        | -                                                                      | 75’                                                                    |
| 11-10-2020                                                             | Reykjavík                                                              | Islanda                                                                | 0 – 3                                                                  | Danimarca                                                              | UEFA Nations League 2020-2021 - 1º turno                               | -                                                                      | 12’                                                                    |
| 12-11-2020                                                             | Budapest                                                               | Ungheria                                                               | 2 – 1                                                                  | Islanda                                                                | Qual. Euro 2020                                                        | -                                                                      | 73’                                                                    |
| 15-11-2020                                                             | Copenaghen                                                             | Danimarca                                                              | 2 – 1                                                                  | Islanda                                                                | UEFA Nations League 2020-2021 - 1º turno                               | -                                                                      | 74’                                                                    |
| 22-9-2022                                                              | Maria Enzersdorf                                                       | Venezuela                                                              | 0 – 1                                                                  | Islanda                                                                | Amichevole                                                             | -                                                                      | 58’                                                                    |
| 27-9-2022                                                              | Tirana                                                                 | Albania                                                                | 1 – 1                                                                  | Islanda                                                                | UEFA Nations League 2022-2023 - 1º turno                               | -                                                                      | 70’                                                                    |
| 23-3-2023                                                              | Zenica                                                                 | Bosnia ed Erzegovina                                                   | 3 – 0                                                                  | Islanda                                                                | Qual. Euro 2024                                                        | -                                                                      | 82’                                                                    |
| 26-3-2023                                                              | Vaduz                                                                  | Liechtenstein                                                          | 0 – 7                                                                  | Islanda                                                                | Qual. Euro 2024                                                        | -                                                                      | 56’ 65’                                                                |
| 17-6-2023                                                              | Reykjavík                                                              | Islanda                                                                | 1 – 2                                                                  | Slovacchia                                                             | Qual. Euro 2024                                                        | 1                                                                      | 63’                                                                    |
| 20-6-2023                                                              | Reykjavík                                                              | Islanda                                                                | 0 – 1                                                                  | Portogallo                                                             | Qual. Euro 2024                                                        | -                                                                      | 45+1’ 75’                                                              |
| 8-9-2023                                                               | Lussemburgo                                                            | Lussemburgo                                                            | 3 – 1                                                                  | Islanda                                                                | Qual. Euro 2024                                                        | -                                                                      | 79’                                                                    |
| 11-9-2023                                                              | Reykjavík                                                              | Islanda                                                                | 1 – 0                                                                  | Bosnia ed Erzegovina                                                   | Qual. Euro 2024                                                        | 1                                                                      | 76’                                                                    |
| 13-10-2023                                                             | Reykjavík                                                              | Islanda                                                                | 1 – 1                                                                  | Lussemburgo                                                            | Qual. Euro 2024                                                        | -                                                                      | 70’                                                                    |
| 16-10-2023                                                             | Reykjavík                                                              | Islanda                                                                | 4 – 0                                                                  | Liechtenstein                                                          | Qual. Euro 2024                                                        | 1                                                                      | 57’                                                                    |
| 16-11-2023                                                             | Bratislava                                                             | Slovacchia                                                             | 4 – 2                                                                  | Islanda                                                                | Qual. Euro 2024                                                        | -                                                                      | 73’                                                                    |
| 19-11-2023                                                             | Lisbona                                                                | Portogallo                                                             | 2 – 0                                                                  | Islanda                                                                | Qual. Euro 2024                                                        | -                                                                      | 46’                                                                    |
| Totale                                                                 |                                                                        | Presenze                                                               | 73                                                                     |                                                                        | Reti (4º posto)                                                        | 18                                                                     |                                                                        |

## Palmarès

### Club

#### Competizioni nazionali
- Coppa d'Islanda: 1

Breiðablik: 2009
- Campionato islandese: 1

Breiðablik: 2010
- Supercoppa di Svezia: 1

Helsingborg: 2012

### Individuale
- Capocannoniere dell'Eredivisie: 1

2013-2014 (29 gol)